# Asoriculus corsicanus
Il toporagno gigante corso (Asoriculus (Nesiotites) corsicanus) è una specie estinta di toporagno gigante del genere Asoriculus, vissuta in Corsica.
Di questa specie è stato ritrovato un unico resto fossile nel nord della Corsica; pertanto, si conosce molto poco su questa specie.
Alcuni autori vorrebbero declassare N. corsicanus al rango di sottospecie di Nesiotites similis, altri addirittura accorparla a quest'ultima senza l'istituzione di una sottospecie.
Molto probabilmente, le sue modalità di vita e le ragioni della sua estinzione sono assai simili a quelle delle altre due specie ascritte al genere Nesiotites.